# Jules Poncelet
Jules, baron Poncelet, né le 19 mai 1869 à Offagne et mort le 23 avril 1952 à Paliseul est un avocat et un homme politique belge du Parti catholique, président de l'Union catholique belge.

## Biographie
Jules Jean Pierre Joseph Poncelet, né le 19 mai 1869 à Offagne, est le fils de Jean Poncelet, conseiller catholique provincial. Sa famille fait partie de la bourgeoisie catholique aisée de la province de Luxembourg. Il a épousé Marie Wégimont (1876 - 1969) qui lui a donné dix enfants. Il est le père d'Emmanuel Poncelet, futur sénateur.
Il fait ses humanités au Petit séminaire de Bastogne. Il poursuit avec des études universitaires en droit aux Facultés universitaires de Namur et à l'Université catholique de Louvain dont il sort diplômé docteur en droit. Il commence sa carrière d'avocat à Arlon puis à Neufchâteau. 
En octobre 1891, il est désigné comme chef de cabinet du gouverneur Edouard Orban de Xivry. En 1894, il renonce à ce poste pour devenir conseiller provincial du Luxembourg pour le canton de Paliseul. De janvier 1904 à mars 1934, il est conseiller communal de Neufchâteau. 
Au début de la Première Guerre mondiale en août 1914, il est pris en otage et déporté en Allemagne. Il reste ainsi deux mois en captivité à Trèves et Ohrduf avec d'autres otages de Neufchâteau.
En 1912, il est élu député de l'arrondissement Neufchâteau-Virton à la Chambre des représentants sur la liste catholique jusqu'en 1939. De 1930 à 1936, il est également président de la Chambre. De 1929 à 1931, il est président de l'Union catholique belge. En 1939, il ne demande pas le renouvellement de son mandat de député. 
À la suite de son décès le 23 avril 1952 à Paliseul, ses funérailles sont célébrées avec les honneurs militaires dans l'église d'Offagne le 28 avril 1952 et il est inhumé au cimetière d'Offagne.

## Hommages et distinctions
En septembre 1932, il est nommé ministre d'État par le roi Albert Ier et il est anobli en mai 1936.
Il a reçu la distinction suivante :
- Grand-croix de l'ordre de la Couronne en 1932 (Belgique).

## Sources
- 1918-1940: Middenstandsbeweging en beleid in Belgie, Peter Heyman, Univ.Pers, Leuven, 1998